# سیارک ۱۳۰۱۸
سیارک ۱۳۰۱۸ (به انگلیسی: 13018 Geoffjames، نامگذاری:1988GF) سیزده هزار و هجدهمین سیارک کشف شده‌است که در ۱۰ آوریل ۱۹۸۸ کشف شد.